# The Genocides
The Genocides är en science fiction-roman från 1965 skriven av Thomas M. Disch. Boken handlar om hur utomjordingar sått en sorts snabbväxande träd över hela planeten, som gjort det svårt eller omöjligt att få tag på tillräckligt med mat, och orsakat svält och civilisationens undergång. Människorna kämpar förgäves för sin överlevnad. Den nominerades till Nebulapriset för bästa roman 1965.